# STS-41-D
STS-41-D byla první mise amerického raketoplánu Discovery. Hlavním cílem mise bylo vypuštění komunikačních družic SBS-D, Leasat-1 a Telstar-3C.

## Posádka
- Henry Hartsfield, Jr. (2) – velitel
- Michael Coats (1) – pilot
- Judith Resniková (1) – letový specialista
- Steven Hawley (1) – letový specialista
- Richard Mullane (1) – letový specialista
- Charles Walker (1) – specialista pro užitečné zatížení)

V závorkách je uveden dosavadní počet letů do vesmíru včetně této mise.

## Užitečné zatížení
V nákladovém prostoru družicového stupně raketoplánu se při startu nacházela trojice družic: telekomunikační družice Leasat 1 (Syncom 4-1), telekomunikační družice SBS-D a telekomunikační družice Telstar 3C. Leasat 1 byla první telekomunikační družicí zkonstruovanou výhradně pro vypouštění z raketoplánu. Tuto družici si pronajalo americké ministerstvo obrany na dobu 7 let pro spojení Pentagonu s pozemskými, námořními a leteckými silami USA v zahraničí. Zbylé dvě družice sloužily na přenos v rámci USA; SBS-D na přenos počítačových údajů a Telstar 3C na přenos televizních programů. Kromě družic se v nákladovém prostoru nacházela trojúhelníková příhradová konstrukce MPESS (Mission Peculiar Experiment Support Structure), na které byly umístěny tři experimenty: SAE (Solar Array Experiment), DAE (Dynamic Augmentation Experiment) a SCCF (Solar Cell Calibration Facility). Celková hmotnost užitečného zatížení dosáhla 21 553 kg.

## Problémy před startem
Startovací sestava dorazila na rampu 39A už v květnu 1984. Na rampě se také uskutečnila výměna jednoho z motorů SSME, protože při zkušebním zážehu 2. června se porušila ochranná molybdenová fólie mezi stěnou spalovací komory a potrubím odvádějícím horké spaliny z turbíny turbočerpadla motoru.

### První pokus o start
Start byl původně naplánován na 25. června v 08:43 východoamerického času. Posádka nastoupila do raketoplánu a odpočítávání probíhalo hladce až do T-32 minut. Tehdy záložní počítač AP-101 odmítl nastartovat jeden z programů. Tento problém se sice podařilo překonat, ale v čase T-20 minut ten samý počítač odmítl vykonat zase jiný rozkaz a signalizoval vážnou technickou závadu. Odpočítávání běželo až do posledního přerušení ve stavu T-9 minut. Pak se ředitel letu rozhodl odvolat start a posunout ho o 24 hodin.

### Druhý pokus o start
Následujícího dne odpočítávání probíhalo hladce až do stavu T-6,6 sekundy. V tomto okamžiku se ve 120 milisekundových intervalech zapalují jednotlivé motory SSME. Oficiální komentátor NASA hlásil: „Zahajujeme startovací sekvenci. Sedm... Šest... Zážeh hlavních motorů... Vypnutí hlavních motorů... Palubní počítače Discovery přerušily start.“ K přerušení došlo v čase T-4 sekundy, protože se v motoru č. 3 neotevřel palivový ventil. Čidla však ukazovala, že motor č. 1 běží dále - později se ukázalo, že vůbec nenaskočil a šlo jen o závadu na kontrolních čidlech. Zpráva o přetrvávajícím zážehu motoru 1 vyvolala v řídícím středisku zděšení, protože jeho plameny by mohli přehřát nádrž ET naplněnou tisíci kilogramů kapalného vodíku a kyslíku a mohlo by dojít k explozi. Posádka a pozemní personál navíc museli rychle zabezpečit raketoplán, aby nedošlo k zážehu startovacích motorů SRB, které není možné vypnout. Vedoucí předstartovních operací proto nařídil posádce pohotovost k rychlé evakuaci raketoplánu. Mezitím se však ukázalo, že žádný z motorů SSME není zapnutý. V čase T + 119 sekund vyhlásil inženýr Gene Thomas, že bezprostřední nebezpečí nehrozí.
Za 3 minuty a 30 sekund vypukl v motorové sekci požár. Z motoru č. 3 unikal plynný vodík, který se na rozpálených plochách vznítil. Třímetrové plameny začaly spalovat tepelnou izolaci trupového elevonu. Pozemní personál zapojil vodní trysky, které oheň uhasily. V čase T + 710 sekund vypukl požár znovu, přičemž si s ním opět poradily vodní trysky. Dalším nebezpečím byl vodík v nádrži ET, kterému bylo třeba zabránit, aby se začal vařit. Požár vypukl ještě dvakrát a až v čase přibližně T + 20 minut se podařilo ochladit zadní část raketoplánu natolik, aby se už vodík nemohl vznítit. Řídící středisko nařídilo odčerpání paliva z ET. Posádka začala opouštět stroj v čase T + 40 minut normálním způsobem, tedy po přístupovém můstku a výtahem.
Pozdější vyšetřování ukázalo, že i když v čase T - 6,6 sekund došlo u všech motorů k příkazu na zážeh, u motoru 3 (který se zapíná jako první) nedošlo k otevření ventilu pro vodík. Motor 2 naběhl jen na 20% výkonu a motor 1 se vůbec nestihl zapnout, protože automatické bezpečnostní systémy mezitím přerušily start.

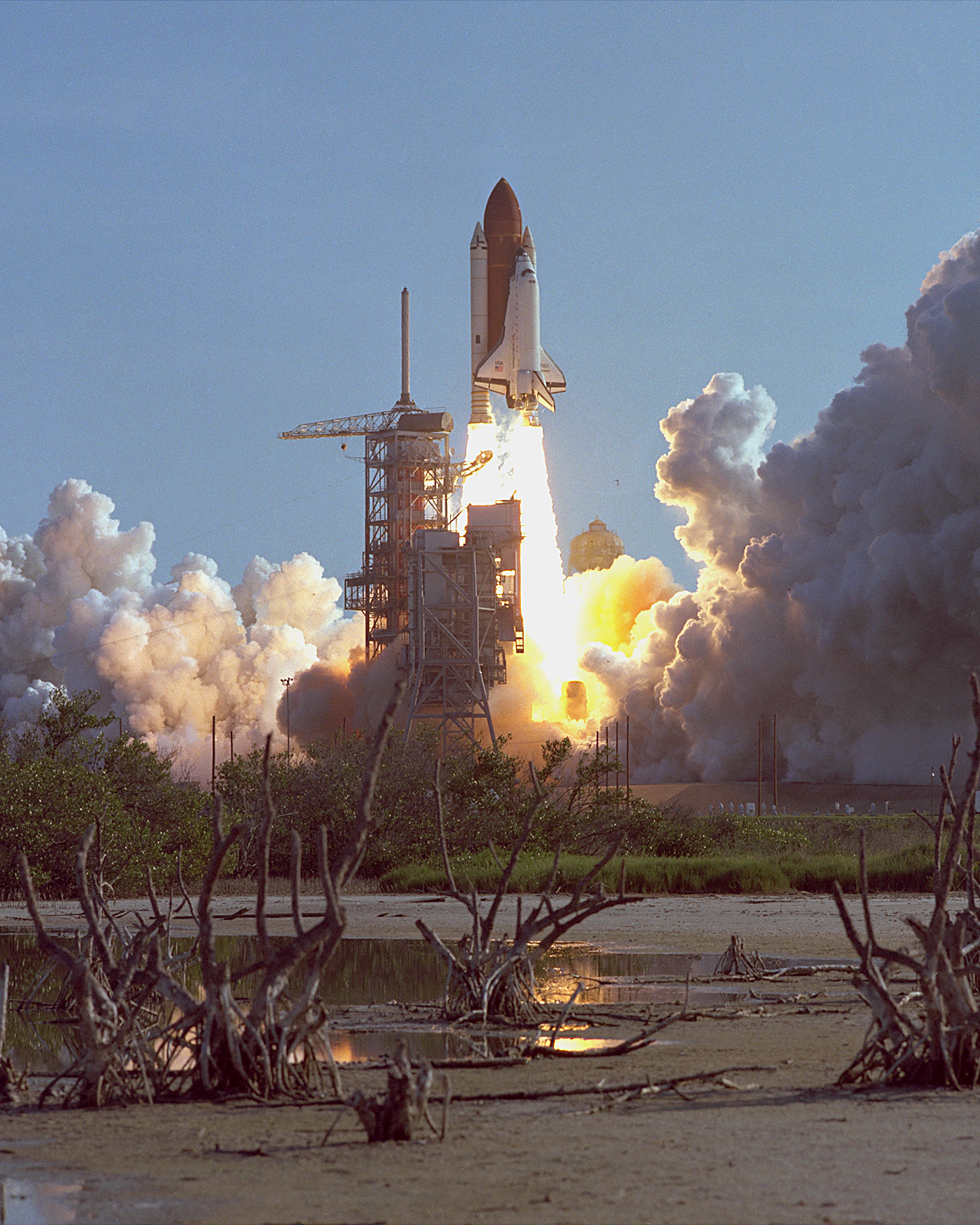
Start raketoplánu Discovery STS-41-D

Obhlídka škod ukázala, že k popraskání dlaždic tepelné ochrany nedošlo. Náklad neutrpěl žádné poškození. Z mnoha trysek motorů RCS však bylo nutno vyčerpat vodu a vysušit je. Motor SSME č. 3, který způsobil všechny problémy byl vyměněný. Protože musel nastat další odklad startu, posunulo to celý rozpis letů raketoplánů. Vedení NASA se tedy rozhodlo spojit lety 41-D a 41-F a do nákladového prostoru Discovery tak přibyly dvě družice, které měly být vypuštěny až při letu 41-F: SBS-D a Telstar 3C. Naopak velkoformátová kamera pro dálkový průzkum Země a čtyři kanystry GAS s různými experimenty byly z nákladového prostoru vyloženy.

## Průběh letu

### Start
Třetí pokus o start proběhl 30. srpna. Ani tento se neobešel bez problémů. V čase T - 45 minut vypadl jeden počítač v řídícím středisku, který však byl hned nahrazen záložním. V čase T - 9 minut proniklo do prostoru kosmodromu soukromé letadlo, čímž se start opozdil o sedm minut. Zážeh motorů SRB tedy nastal až v čase 12:41:54 UT. 125 sekund po startu se od nádrže ET odpojila dvojice motorů SRB. V čase T + 8 min 35 sekund byly vypojeny hlavní motory SSME. Po dvou manévrech OMS-1 v čase T + 10 min 25 sekund a OMS-2 v T + 45 min měl Discovery kruhovou oběžnou dráhu ve výšce 296 km.

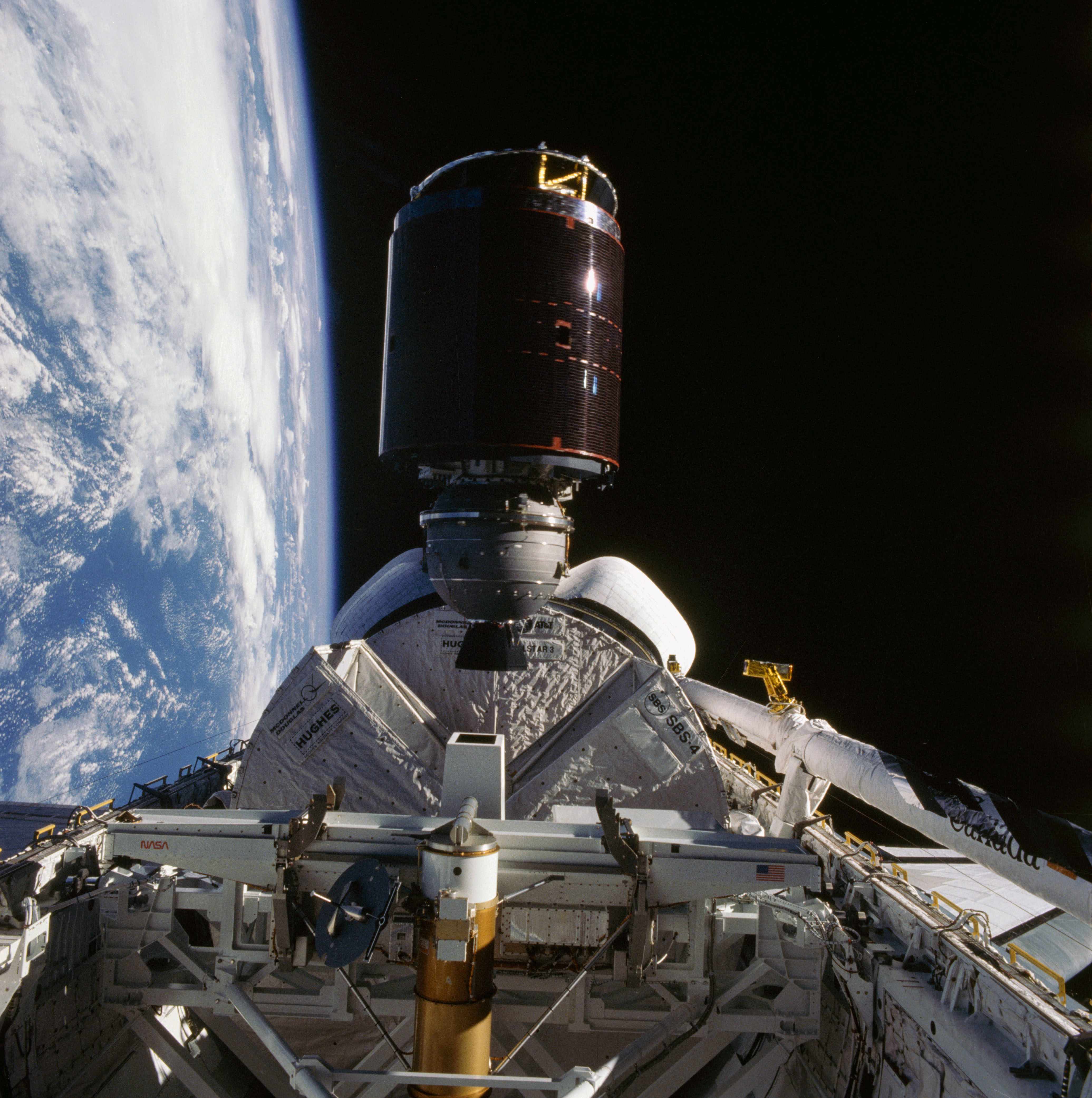
Vypouštění družice SBS-D z nákladového prostoru Discovery

### Operace na oběžné dráze
Po otevření nákladového prostoru v čase T + 7 h 58 min byla vypuštěná družice SBS-D. Díky urychlovacímu motoru PAM-D se dostala na plánovanou oběžnou dráhu.
Zařízení pro kontinuální elektroforézu CFES-III (Continuous Flow Electrophoresis System), pomocí kterého se měly v mikrogravitaci připravit vzorky biologicky aktivní látky, však způsobovalo problémy. Problémy se opakovaly i po zásahu astronauta Charlese Walkera, i po zásazích podle doporučení řídícího střediska, proto s nakonec podařilo získat jen 83% z plánovaného množství bílkovin.
31. srpna byla vypuštěna družice Leasat 1. Družice se po vypuštění bez problémů dostala za pomoci urychlovací rakety na stanovenou oběžnou dráhu. Podařilo se také vypuštění družice Telstar 3C. Pokusy během dalšího dne letu probíhaly také úspěšně, ale 2. září nastal problém, protože otvor na levoboku raketoplánu, kterým odchází odpadová voda, se ucpal ledem. Posádka se ledu pokoušela zbavit nejprve manévry motorů RCS, potom zahříváním ústí otvoru a tlakem vody. Kolem částečně nataveného ledu se však do prostoru dostávala další voda, která ve vakuu okamžitě zamrzala a kus ledu se tím jen zvětšil. Kvůli němu se nakonec palubní záchod ocitl mimo provoz.
V noci z 2. na 3. září byl levobok Discovery záměrně co nejvíc nakloněn ke slunci, čímž led částečně vysublimoval. Na Zemi zatím vypracovali způsob, jak jeho zbytek odstranit prostřednictvím manipulátoru RMS. Manipulátor obsluhoval Hartsfield za asistence Resnikové a odstranění ledu se podařilo bez problémů. Během posledního odpočinku před přistáním vznikla porucha jednoho z klimatizačních systémů, který posádka musela odpojit.

## Přistání
Vlastní přistání proběhlo už bez problémů. 5. září v 09:20 UT se uzavřely dveře do nákladového prostoru. Ve 12:36 UT byl zahájen 168-sekundový zážeh motorů OMS, čímž se snížila rychlost stroje a umožnil se jeho návrat do atmosféry. V průběhu amtosférického letu se uskutečnilo 11 cvičných manévrů, jejichž cílem bylo získat údaje o aerodynamickém chování nového, konstrukčně trochu odlišného raketoplánu. Raketoplán přistál v čase 13.38 UT na dráze 17 Edwardsovy letecké základny. Prohlídka po přistání ukázala, že Discovery je po svém prvním letu v dobrém stavu, vznikla jen malá poškození některých destiček tepelné ochrany.